# دانیلا سولرا
دانیلا سولرا (انگلیسی: Daniela Solera؛ زادهٔ ۲۱ ژوئیهٔ ۱۹۹۷) بازیکن فوتبال اهل کلمبیا است.
وی همچنین در تیم ملی فوتبال زنان کاستاریکا بازی کرده‌است.